# Desmostachya bipinnata
Desmostachya bipinnata is een soort uit de grassenfamilie (Poaceae). De soort komt voor in Afrika, van de Sahara in het noorden en westen tot in Tanzania in het oosten. Verder komt de soort ook voor in Azië, van het Arabisch schiereiland tot in Indochina.